# Ghatanothoa
Ghatanothoa es un dios ficticio de los Mitos de Cthulhu. Aparece por primera vez en el relato "Más allá de los eones" (1935) de H. P. Lovecraft y Hazel Heald. Es un ente enorme, amorfo, excepcionalmente horrendo, comparable por su poder petrificador a Medusa.

## Resumen
Ghatanothoa es un Gran Antiguo. Es enorme, monstruosamente amorfo, tan horrendo que cualquiera que fije la vista en él (o incluso en una réplica perfecta) es petrificado: el cuerpo adquiere la consistencia de cuero duro pero no muere, el cerebro se preserva indefinidamente, siendo la víctima paralizada plenamente consciente. Solo la destrucción final del cerebro lo podrá liberar.
Ghatanothoa permanece atrapado debajo del Monte Yaddith-Gho en el continente sumergido de Mu. Fue traído a la Tierra desde el planeta Yuggoth (Plutón en la ficción  de Lovecraft) por una antigua raza alienígena. Se presume que pudieron ser los Mi-go, u Hongos de Yuggoth (Harms, La Enciclopedia Cthulhiana p. 115), pero S. T. Joshi, en su ensayo "Lovecraft's Others Planets", argumenta que estos seres son todavía más viejos y quizás los habitantes indígenas de Yuggoth. Citando a Lovecraft en "El que susurra en la oscuridad" (1931), Joshi nota que las estructuras artificiales en Yuggoth fueron "construidas por alguna raza mayor, extinta y olvidada" antes de la llegada de los Mi-go; por lo tanto, esos serían los extraterrestres descritos como "el engendro alienígena del oscuro planeta Yuggoth" (como es citado en "Más allá de los eones") quienes trajeron a Ghatanothoa a la Tierra en tiempos prehumanos (Joshi, "Lovecraft's Others Planets", Selected Papers on Lovecraft, p. 39.), construyeron una fortaleza colosal en la cumbre de Yaddith-Gho y sellaron a Ghatanothoa dentro de la montaña en el continente de Mu, a cuyo catastrófico hundimiento sobrevivirá al ser inmortal.
Antes, muchos intentaron en vano derrotar a Ghatanothoa; más notablemente T'yog, el sumo sacerdote de Shub-Niggurath, cuya historia es narrada en el grimorio de Friedrich von Junzt Unaussprechlichen Kulten o  Cultos Innombrables (la respuesta de Robert E. Howard al Necronomicón de Lovecraft). T'yog creó un rollo mágico que supuestamente le protegería del efecto petrificante de mirar fijamente a Ghatanothoa, pero fue derrotado después de que los sacerdotes de Ghatanothoa lo reemplazaron por una falsificación sin que se diera cuenta. Esto ocurrió en el Año de la Luna Roja, el cual se corresponde con el 173.148 a. C. según von Juntz.

### Otras conexiones en los Mitos
En el ciclo de la leyenda de Xothic de Lin Carter, Ghatanothoa es mencionado como el primogénito de Cthulhu; sus hermanos, por orden de nacimiento, son Ythogtha, Zoth-Ommog, y Cthylla. Colin Wilson conecta a Ghatanothoa con la raza alienígena reptiliana de seres de energía —los Lloigor— como sirvientes de la deidad.

### En otros medios de comunicación
- Ghatanothoa apareció en la serie de televisión japonesa Ultraman Tiga bajo el nombre Gatanothor, como un mal antiguo que había derrotado a Ultraman Tiga y sus gigantes amigos en tiempos antiguos y destruido la civilización sobre la Tierra entonces. En el final, intenta hacer lo mismo con el mundo moderno, y Tiga le desafía y es otra vez derrotado, pero es revivido por la humanidad como Glitter Tiga, quién mata a Gatanothor con un potente rayo de su Temporizador de Color. Esta versión de Ghatanothoa guarda algún parecido con una quimera marina abisal, incluyendo el nautilus. Gatanothor también comanda una raza de deidades menores llamadas 'Zoiger', basada en los Lloigor lovecraftianos. Después de que Gatanothor sea derrotado, los Zoiger aparentemente emigran, con el más fuerte Zoiger 'Shibito', permeneciendo en el Pacífico sur. Su ira se transfiere a uno de los antiguos aliados de Tiga, Kamila, y sus dos seguidores, Hudra y Darramb, con Kamila siendo capaz de desbloquear una forma masiva y demoníaca, llamada 'Demonzoa'.
- Ghatanothoa aparece en el anime japonés Nyaruko: Crawling with Love como una jovencita; la obra parodia los Mitos de Lovecraft con varios prominentes Antiguos apareciendo como extraterrestres disfrazados de chicas escolares japonesas.
- Ghatanothoa aparece en la novela de ficción urbana estadounidense "Dying Bites" por Don DeBrandt, como un dios anciano convocado para remodelar el mundo. La representación es fiel a la creación original de Lovecraft.
- Ghatanothoa aparece en la película del año 2022 titulada "Glorious", en la cual lo representan como una criatura que está dentro de un cubículo de un baño público y que se comunica a través de un Agujero glorioso, pero a diferencia del original, este es más pacífico y busca proteger a la humanidad